# Дигитална социологија
Дигитална социологија је под-дисциплина социологије која се фокусира на разумевање и коришћење дигиталних медија као део свакодневног живота и на то како различите технологије доприносе обрасцима људског понашања и друштвених односа.
Први научни чланак са називом „дигитална социологија“ појавио се 2009. године . Аутор се осврнуо на начине на које дигиталне технологије могу да утичу на социолошка истраживања и предавања. Године 2010. дигиталну социологију је описао Ричард Нил  u књизи ,,Ширење науке“:представљање дигиталне социологије за кретање изнад „без матрикса“ у свету растуће онлајн социјализације. Он је дигиталну социологију посматрао у смислу превазилажења растућих академских фокуса са све већим интересовањем за глобално пословање. 2013. године је објављена прва академска књига која прихвата концепт дигиталне социологије. Измењена збирка за разматрање поглавља додала је и низ тема, укључујући и концепте и искуства у погледу простора заједнице интимности, улогу коју играју родне и социјалне неједнакости у људском коришћењу дигиталних технологија и утицај ових технологија у образовању, здравству, финансијама и ратном извештавању . Прва ауторска књига са насловом ,,дигитална социологија“ објављена је 2015. године . Прва академска конференција на тему дигиталне социологије оджана је у Њујорку 2015. године.
Иако термин дигитална социологија још није у потпуности ушао у културни лексикон, социолози су укључени у истраживање везано за интернет од његовог оснивања. Ови социолози су поставили бројна друштвена питања која се односе на интернет заједнице, сајбер простор и сајбер идентитет. Ова и слична истраживања су привукла много различитих имена као што су: сајбер социологија, социологија интернета, социологија интернет заједница, социологија социјалних медија, социологија сајбер културе и томе слично.
Дигитална социологија се разликује од ових појмова по томе што је ширег обима и не обазире се само на интернет или сајбер културу, већ и на утицај других дигиталних медија и уређаја који су настали од прве деценије 21. века. Дигитална социологија односи се на друге под-дисциплине, као што су дигиталне хуманистичке науке и дигиталне антрополошке науке. Она почиње да мења и укључује друге наслове, као и најновије Web2.0 дигиталне технологије у своје надлежности као што су преносиве технологије, проширена стварност паметних објеката и великих података.

## Аспекти
Постоје 4 аспекта дигиталне социологије:
1. Професионална дигитална пракса: коришћење дигиталних медијских алата за професионалне сврхе, за изградњу веб мрежа, изградњу е-профила, објављивање и дељење истраживања, упућивање студената.
2. Социолошке анализе дигиталне употребе: истраживање начина на који људи користе дигиталне медије што повећава њихову савест и њихове друштвене односе.
3. Дигитална анализа података: коришћење дигиталних података за друштвена истраживања, квантитативна или квалитативна.
4. Критична дигитална социологија: предузима рефлексну и критичку анализу дигиталних медија, која је преузета од социјалне и културалне теорије.

### Професионална дигитална пракса
Иако су нерадо користили друштвене и друге дигиталне медије за професионалне академске сврхе, социолози полако почињу да их усвајају за наставу и истраживање. Све већи број социолошких блогова почиње да се појављује и више социолога се придружује Твитеру, на пример. Неки пишу о најбољим начинима за социологе у смислу коришћења друштвених медија као дела академске праксе (погледај LSE веб сајт утицај друштвених наука) и важност само-архивирања и израде социолошких истраживања отвореног приступа, као и писања за Википедију.

### Социолошке анализе коришћење дигиталних медија
Дигитални социолози почели су да пишу о употреби носивих технологија као део квантификације тела и друштвених димензија великих података и алгоритама који се користе за интерпретацију тих података. Други су скренули пажњу на улогу дигиталних технологија као део надзора над активностима људи, кроз технологије као што су ЦЦТВ камере и програми лојалности купаца, као и масивни надзор интернета који проводе тајне службе као што је НСА.
,,Дигитални јаз“, или разлике у приступу дигиталним технологијама које су искусиле одређене друштвене групе, као што су социјално-економски угрожени, они са нижим нивоом образовања, жене и старије особе, заокупили су многе истраживаче у друштвено-научним истраживањима дигиталних медија. Међутим, неколико социолога је истакло да иако је важно признати и идентификовати структуралне неједнакости које су битним разликама у употреби дигиталне технологије, овај концепт је прилично поједностављен и не укључује сложеност приступа и знања о дигиталним технологијама.
Постоји све веће интересовање за начине на које друштвени медији доприносе развоју интимних односа и сопствених концепата. Један од најпознатијих социолога који је писао о друштвеним односима, свом личном карактеру и дигиталним технологијама је Шери Тeркл. У својој најновијој књизи, Туркле говори о теми друштвених медија. Она тврди да односи који се одвијају преко ових платформи нису толико аутентични као они сусрети који се одвијају „у стварном животу“.
Визуелни медији дозвољавају гледаоцу да буде пасивнији потрошач информација. Вероватније је да ће гледаоци развити онлајн личности које се разликују од њихових личности у стварном свету. Овај контраст између дигиталног света (или „киберпростора“) и стварног света је, међутим, критикован као „дигитални дуализам“, концепт сличан „дигиталној аури“. Други социолози тврде да су односи који се одвијају кроз дигиталне медије неразмрсиви део стварног света. Термин „проширена стварност“ је коришћен као алтернатива, како би се означио концепт стварности као промењен на неки начин коришћењем дигиталних медија, али не и замењен.
Употреба друштвених медија за друштвени активизам такође је дала један нови фокус дигиталној социологији. На пример, појавили су се бројни социолошки чланци и бар једна књига  о употреби платформи друштвених медија као што су Твитер, Јутјуб и Фејсбук као средстава за преношење порука о активистичким узроцима и организовању политичких покрета.
Такође, урађено је и истраживање о расним мањинама и употреби технологије од стране расних мањина и других група. Студије „дигиталне праксе“ истражују начине на које групе усвајају праксе нове технологије и ублажавају или репродукују друштвене неједнакости.

### Анализа дигиталних података
Дигитални социолози користе различите приступе истраживању употребе дигиталних медија од стране људи, како квалитативних, тако и квантитативних. То укључује етнографска истраживања, интервјуе и анкете са корисницима технологија, као и анализу података добијених од интеракција људи са технологијама: на пример, њихове постове на друштвеним мрежама као што су Фејсбук, Редит, 4чан, Тамблер и Tвитер или њихова потрошња навика на платформама за онлајн куповину. Такве технике као што су „стругање података”., анализа друштвених мрежа, анализа временских серија, и „текстуална анализа”., користе се за анализу података произведених као нуспродукт интеракције корисника са дигиталним медијима и оних које сами стварају. За анализу садржаја, 2008. године Akihiko Yoshida је урадила студију под називом „Leni Riefenstahlove и немачки експресионизам: истраживање у визуелним културолошким студијама користећи трансдисциплинарне семантичке просторе специјализованих речника“. И пронашли су да су Рајфенстахлове слике имале исте квалитете као и слике означене као „дегенерисане“ у наслову изложбе „Дегенерисана уметност“ у Немачкој 1937. године.
Појава друштвених медија омогућила је социолозима нови начин проучавања друштвених феномена. Мреже друштвених медија, као што су Фејсбук и Твитер, све више се користе за истраживање. На пример, твитер подаци лако су доступни истраживачима преко твитер апликација. Твитер пружа истраживачима демографске податке о времену и локацији и везу између корисника. На основу ових података, истраживачи добијају увид о расположењима корисника и начину на који комуницирају једни с другима. Штавише, друштвене мреже се могу приказати и визуализовати.
Коришћење ових скупова података, као што су они добијени са твитера, могу бити изазов. Пре свега, истраживачи морају да схвате како да ефикасно складиште ове податке у бази података. На располагању им је неколико алата који се уобичајено користе у Великој анализи података. Пошто велики скупови података могу садржати бројне типове података (тј. фотографије, видео записе, ГИФ слике), истраживачи имају могућност похрањивања својих података у нерелацијске базе података, као што су MонгоДБ и Хадуп. Обрада и тражење података је додатни изазов. Међутим, постоји неколико опција које су доступне истраживачима. Једна од уобичајених опција је да се користи упитни језик, као што је Хајв, у сарадњи са Хадуп-ом за анализу великих скупова података.
Интернет и друштвени медији омогућили су социолозима да проуче како се контроверзне теме дискутују током времена. Ово је иначе познато као Мапирање проблема. Социолози могу претраживати сајтове за друштвено умрежавање (тј. фејсбук или твитер) за постове везане за тему о којој се расправља, а затим анализирати текст. Социолози могу да користе бројне лако доступне алате за визуелизација ових података, као што су MentionMapp или Tviter Streamgraph. MentionMapp показује колико популаран хештаг и Tviter Streamgraph описује како се спајају одређене речи и како се њихов однос мења током времена.

### Критичка дигитална социологија
Овај аспект дигиталне социологије можда га чини препознатљивим од других приступа проучавању дигиталног света. Усвајањем критичког рефлексивног приступа, социолози су способни да се позабаве импликацијама саме дигиталне за социолошку праксу. Тврдило се да дигитална социологија нуди начин решавања променљивих односа између друштвених односа и анализу тих односа, доводећи у питање оно што је друштвено истраживање, и заиста, оно што је социологија сада када су друштвени односи и друштво постали у многим аспектима посредством дигиталних технологија се разликује од класичног приступа социологије.
Како социологија треба да одговори на појавне облике „малих података“ и „великих података“ који се прикупљају у великој количини у интеракцији људи са дигиталним технологијама и развоју индустрије података користећи ове податке за спровођење сопствених друштвених истраживања? Да ли то указује на то да би „предстојећа криза у емпиријској социологији“ могла бити у видокругу?  Како се идентитети и радне праксе социолога сами уплићу и дисциплинују дигиталним технологијама као што су цитатне матрице?
Ова питања су кључна за критичку дигиталну социологију, која се осврће на улогу саме социологије у анализу дигиталних технологија на социологију.

### Јавна дигитална социологија
Јавна социологија која користи дигиталне медије је облик јавне социологије која укључује објављивање социолошких материјала у доступним просторима на мрежи и каснију интеракцију са јавности у тим просторима. Ово се назива „е-јавном социологијом“.
Друштвени медији су променили начин на који је јавна социологија доживљавана и која је довела до дигиталне еволуције у овој области. Огромна отворена платформа комуникације омогућила је социолозима да из широке публике изађу из појма социологије малих група или јавности.
Блогинг је иницијална платформа друштвених медија коју користе социолози. Социолози попут Естер Харгитаи, Крис Бертрам и Кијеран Хели су били ретки међу онима који су почели користити блогове за социологију. Нове дискусијске групе о социологији и сродној филозофији биле су последице утицаја друштвених медија. Велики број коментара и дискусија тако је постао део разумевања социологије. Једна од таквих познатих група била је Крукд Тимбер. Добијање повратних информација о таквим друштвеним локацијама је брже и ефикасније. Дисинтермедијација, видљивост и мерење су главни ефекти е-јавне социологије. Други алати друштвених медија као што су твитер и фејсбук,постали су и алати за социолога,Јавна социологија у доба друштвених медија“.